# St. Matthews (Kentucky)
St. Matthews – miasto w Stanach Zjednoczonych, w stanie Kentucky, w hrabstwie Jefferson.